# 海洋化学
海洋化学（かいようかがく、英語：chemical oceanography）とは、海洋に存在するすべての物質・生物の化学に関する学問である。
海洋に存在する種々の物質の存在量や存在形態を明らかにすることによって、海水の循環や生物過程との関連を解明することを目的に行われる。また、下層大気のエアロゾルなどの微小粒子は海水へ化学物質を供給する働きがあることから、これに関する研究も広義の海洋化学に含まれることがある。新しい医薬品などに利用するために海産生物から有用物質を抽出する研究も海洋化学の一分野と考えられるが、水産天然物化学として区別される場合もある。
海洋化学の観測は多くの場合、研究船による航海中の採水により行われる。採水器をCTDを備えたフレームに取り付け、これを海水中に降下させて任意の深度で採水を行う。サンプルは船上で適切な処理を加えたのち、船上で即座に分析されるか陸上の研究室に持ち帰って分析される。測定項目のうち、塩分、溶存酸素濃度、栄養塩（硝酸塩、亜硝酸塩、アンモニウム塩、リン酸塩、ケイ酸塩）濃度に関しては基礎的な項目として継続的に計測され、乗船研究者の共有のデータとなる場合が多い。採水器は日本の研究船の場合はニスキン型が主に使われる。欧米ではGo-Flo（ゴーフロー）型が用いられる場合も多い。近年の海洋化学では微量金属や溶存有機物質の測定に非常に高い精度が要求されるため、1980年代に確立したクリーン技術を用いて採水が行われることが多い。また、同位体分析など大量のサンプルを必要とする場面では100L以上の大量採水器や係留型現場大量濾過器が用いられる場合がある。

## 海洋化学の分野
海洋化学はその研究対象によりさらに細分されるが、その基準が多元的であるため、必ずしも体系的に区別されるわけではない。また、多くの研究は複数の分野を横断している。以下に、主なもの挙げる。

### 海洋無機化学
海洋に存在する無機物質の存在量や存在形態を明らかにする学問。太平洋外洋における各種元素の鉛直プロファイルは1990年代後半にほぼ解明されており、現在は存在形態の解明や生物過程との関連を中心に研究が進められている。
広義には熱水噴出孔や海底堆積物における無機物質も海洋無機化学の対象とされている。

### 海洋有機化学
主に溶存有機物質の性状を解明する学問。その性質上必然的に生物海洋学との関連は強く、特に従属栄養性細菌の研究と強く結びつく。1980年代に微生物環 (Microbial loop) が提唱されて以来急速に進展した分野であるが、未解明の部分が大きい。

### 海洋同位体化学
海水中の溶存気体、溶存物質および懸濁粒子中の元素の同位体組成を明らかにする学問。海水の起源や年代、また生物過程にともなう物質循環を解明する上で非常に重要である。

### 海洋エアロゾル化学
下層大気におけるエアロゾルの化学組成や性状を明らかにする学問。エアロゾルによる海洋表層への微量金属の供給が生物生産を規定している海域が存在することが1990年代以降着目されており、生物海洋学との連関を強めている。

### 海洋（水産）天然物化学
海産生物から有用物質を抽出し、医薬品や材料物質としての有効活用を目指す学問。特にカイメンなどは未知の有機物質を含み、そのいくつかが抗癌作用があるとして医薬品に実用化されつつある。